# Sonnklar
De Sonnklar is een 0,9 kilometer lange stoeltjeslift in het Ahrntal bij Sand in Taufers in Italië. De naam Sonnklar komt van de naam Sonnklar Nock waar de stoeltjeslift uitkomt. Bijzonder aan de stoeltjeslift is dat deze ook in het zomerseizoen draait.
De stoeltjeslift is in 2000 gebouwd door de firma Agamatic.
Alm Express · Bernhard Glück · Seenock · Skischulenbahn · Sonnklar · Speikboden